# Syukuro Manabe
Syukuro (Suki) Manabe (Japans: 真鍋 淑郎, Manabe Shukurō) (Shinritsu, 21 september 1931) is een in Japan geboren Amerikaans meteoroloog en klimatoloog. In 2021 ontving hij samen met Klaus Hasselmann de helft van de Nobelprijs voor Natuurkunde voor hun onderzoek naar het betrouwbaar voorspellen van de opwarming van de Aarde. De andere helft ging naar de Italiaan Giorgio Parisi.

## Biografie
Zowel zijn grootvader als zijn vader waren huisartsen die praktiseerden in de enige kliniek van zijn geboortedorp. Hij bezocht de Ehima Prefectural Mishima High School. Toen hij toegelaten werd tot de Universiteit van Tokio hadden zijn ouders verwacht dat hij er geneeskunde ging studeren, maar daarentegen koos hij voor de studie meteorologie. Hij trad toe tot het onderzoeksteam van Shigekata Shono (1911-1969). In 1953 behaalde hij zijn bachelorgraad, in 1955 zijn mastergraad en promoveerde in 1959, alle aan de Tokio-universiteit.
Na zijn promotie vertrok Manabe naar de Verenigde Staten waar hij tot 1997 werkzaam was bij het General Circulation Research Section van het US Weather Bureau (nu het Geophysical Fluid Dynamics Laboratory van het National Oceanic and Atmospheric Administration). Van 1997 tot 2001 werkte hij bij het Frontier Research System for Global Change in Japan als directeur van het Global Warning Research Division. In 2002 keerde hij terug naar de Verenigde Staten als bezoekend onderzoeksmedewerker bij het Program in Atmospheric and Oceanic Science van de Princeton-universiteit. Momenteel (2021) is hij aan deze universiteit verbonden als senior-meteoroloog. Daarnaast was hij december 2007 tot maart 2014 speciaal gasthoogleraar aan de Nagoya Universiteit.

## Wetenschappelijke mijlpalen
Manabe werkte bij NOAA's Geophysical Fluid Dynamics Laboratory, eerst in Washington D.C. en later in Princeton, waar hij samenwerkte met directeur Joseph Smagorinsky om driedimensionale modellen van de atmosfeer te ontwikkelen. Als eerste stap ontwikkelde Manabe samen met Richard Wetherald, in 1967 een eendimensionaal kolommodel dat de balans tussen straling en verticale beweging (convectie) beschreef. Met dit model kon men een enkele kolom van de atmosfeer modelleren in een stralings-convectief evenwicht met een positief terugkoppelingseffect van waterdamp. In 1975 werd het model van de atmosfeer uitgebreid tot drie dimensies.
Met behulp van het model ontdekten ze dat, als reactie op de verandering in de atmosferische concentratie van koolstofdioxide, de temperatuur aan het aardoppervlak en in de troposfeer stijgt, terwijl deze daalt in de stratosfeer. De ontwikkeling van het stralings-convectieve model was een uiterst belangrijke stap in de richting van de ontwikkeling van een alomvattend algemeen circulatiemodel van de atmosfeer.
Ze gebruikten het model voor het eerst om de driedimensionale reactie van temperatuur en de hydrologische cyclus op verhoogde koolstofdioxide te simuleren. In 1969 publiceerden Manabe en Bryan de eerste simulaties van het klimaat door gekoppelde oceaan-atmosfeermodellen, waarin het algemene circulatiemodel van de atmosfeer wordt gecombineerd met dat van de oceaan. Gedurende de jaren 1990, vroege jaren 2000 publiceerde de onderzoeksgroep van Manabe baanbrekende artikelen met behulp van de gekoppelde atmosfeer-oceaanmodellen om de tijdsafhankelijke reactie van het klimaat op veranderende broeikasgasconcentraties in de atmosfeer te onderzoeken. Ze pasten het model ook toe op de studie van klimaatverandering in het verleden, inclusief de rol van zoetwatertoevoer naar de Noord-Atlantische Oceaan als een mogelijke oorzaak van de zogenaamde abrupte klimaatverandering die duidelijk wordt in het paleoklimatologische record.

## Erkenning
Manabe is een lid van de National Academy of Sciences van de Verenigde Staten en een buitenlands lid van de Academia Europaea en de Royal Society of Canada. In 1977 werd hij geëerd met de Jule G. Charney Award. In 1992 was hij de eerste die de Blue Planet Prize van de Asahi Foundation ontving, en on 1995 werd hij geëerd met de Asahi-prijs. Twee jaar later ontving hij de Volvo Environment Prize van de Volvo Foundation. Daarnaast werd hij geëerd met de Carl-Gustaf Rossby Research Medal van de American Meteorological Society, de Roger Revelle Medal van de American Geophysical Union en de Milutin Milankovic Medal van de European Geophysical Society. In 2010 ontving hij de William Bowie Medal, de hoogste onderscheiding van de American Geophysical Union. In 2015 ontving hij de Benjamin Franklin Medal van het Franklin Institute, in 2008 de Crafoordprijs en voor 2016 de BBVA Foundation Frontiers of Knowledge Awards. In 2021 ontving hij samen met Klaus Hasselmann en Giorgio Parisi de Nobelprijs voor Natuurkunde "voor baanbrekende bijdragen aan het begrip van complexe fysieke systemen", met name "voor de fysieke modellering van het klimaat op aarde, de kwantitatieve analyse van variaties en de betrouwbare voorspelling van mondiale opwarming".
- Bibsys: 90328364
- Bibliothèque nationale de France: cb122787870 (data)
- CiNii: DA01940373
- Gemeinsame Normdatei: 127141588
- International Standard Name Identifier: 0000 0000 1455 4216
- Library of Congress Control Number: no2019190077
- Mathematics Genealogy Project: 226346
- Bibliotheek van het Japanse parlement: 01056650
- Nationale Bibliotheek van Tsjechië: xx0269054
- Nationale Bibliotheek van Israël: 987010304963905171
- Nederlandse Thesaurus van Auteursnamen: 308121910
- Réseau des bibliothèques de Suisse occidentale: 02-A006301128
- SNAC: w6rv3241
- Système universitaire de documentation: 031605400
- Virtual International Authority File: 60097248